# Stade El Menzah
Stade El Menzah (arabski: ستاد المنزه) – wielofunkcyjny stadion w Tunisie, w stolicy Tunezji. Najczęściej pełni rolę stadionu piłkarskiego, a swoje mecze rozgrywają na nim drużyny ligowe Club Africain Tunis i Espérance Tunis. Gości również spotkania tunezyjskiej reprezentacji rugby union. Stadion pomieści 45 tysięcy widzów i został zbudowany w 1967 roku. Posiada również bieżnię lekkoatletyczną.
W 1996 roku na Stade El Menzah swój jedyny koncert w Tunezji dał piosenkarz Michael Jackson. Z kolei 22 lipca 2006 i 24 lipca tamtego roku Mariah Carey wystąpiła na nim dwukrotnie.